# An Evening with Silk Sonic
Albums de Bruno Mars
24K Magic
(2016)
Albums d'Anderson .Paak
Ventura
(2019)
Singles
1. Leave the Door Open
Sortie : 5 mars 2021
2. Skate
Sortie : 30 juillet 2021
3. Smokin Out the Window
Sortie : 5 novembre 2021

An Evening with Silk Sonic est le premier album studio du duo Silk Sonic (composé d'Anderson .Paak et Bruno Mars) sorti en 2021 sur les labels Aftermath Entertainment et Atlantic Records.

## Singles
Le premier single, Leave the Door Open, est dévoilé le 5 mars 2021 avec son clip. Le morceau est globalement bien accueilli par la presse,. Plusieurs sites ou magazines spécialisés, comme Billboard et Complex, le classent parmi les meilleurs titres de l'année,,. Leave the Door Open performe par ailleurs dans les classements, notamment à la 1re place aux États-Unis, en Israël et Nouvelle-Zélande, ou dans le Top 10 de nombreux pays (Australie, Belgique, Canada, Portugal),,.
Le second single, Skate, sort le 30 juillet 2021. Malgré des critiques globalement positives, il ne rencontre pas le même succès que son prédécesseur. Il atteint la 14e place du Billboard Hot 100,,.
Smokin Out the Window est publié le 5 novembre 2021

## Critiques
L'album reçoit une excellente réception critique à sa sortie.

## Liste des titres
| 1.    | Silk Sonic Intro                                     | - Bruno Mars - Brandon Anderson - Dernst Emile II                                                               | - Bruno Mars - D'Mile             | 1:03 |
| 2.    | Leave the Door Open                                  | - Mars - Anderson - Christopher Brody Brown - Emile                                                             | - Mars - D'Mile                   | 4:02 |
| 3.    | Fly as Me                                            | - Mars - Anderson - Emile                                                                                       | - Mars - D'Mile                   | 3:39 |
| 4.    | After Last Night (feat. Thundercat & Bootsy Collins) | - Mars - Anderson - Stephen Bruner - Emile - Ray Romulus - Jeremy Reeves - Jonathan Yip - Raymond McCollough II | - Mars - D'Mile - The Stereotypes | 4:09 |
| 5.    | Smokin Out the Window                                | - Mars - Anderson - Emile                                                                                       | - Mars - D'Mile                   | 3:17 |
| 6.    | Put On a Smile                                       | - Mars - Anderson - Emile                                                                                       | - Mars - D'Mile                   | 4:15 |
| 7.    | 777                                                  | - Mars - Anderson - Emile                                                                                       | Mars                              | 2:45 |
| 8.    | Skate                                                | - Mars - Anderson - James Fauntleroy - Domitille Degalle - JD Beck - Emile                                      | - Mars - D'Mile                   | 3:23 |
| 9.    | Blast Off                                            | - Mars - Anderson - Emile                                                                                       | - Mars - D'Mile                   | 4:44 |
| 31:17 |                                                      | |                                   |      |

## Certifications
| Pays              | Certification | Unités certifiées |
| ----------------- | ------------- | ----------------- |
| États-Unis (RIAA) | Platine       | 1 000 000         |
| France (SNEP)     | Or            | 50 000            |